# Peiner Allgemeine Zeitung
Die Peiner Allgemeine Zeitung (PAZ) ist eine Lokalzeitung im Landkreis Peine. Die verkaufte Auflage beträgt 10.247 Exemplare, ein Minus von 53,1 Prozent seit 1998.

## Beschreibung
Die Lokalzeitung erscheint in Peine im Landkreis Peine in der Madsack Medien Ostniedersachsen GmbH & Co. KG (MMO), einer hundertprozentigen Tochter des Madsack-Verlags aus Hannover (Hannoversche Allgemeine Zeitung).
Die MMO verlegt auch die Wolfsburger Allgemeine Zeitung, die Aller-Zeitung sowie die am Samstag erscheinenden Anzeigenblätter Hallo Wochenende Peine, Hallo Wochenende Salzgitter, Hallo Wochenende Gifhorn und Hallo Wochenende Wolfsburg.
Im Raum Peine konkurriert die Peiner Allgemeine Zeitung mit den Peiner Nachrichten.
Die erste Ausgabe der Zeitung erschien am 21. Juni 1848. Der Lokalteil der PAZ wird in Peine erstellt, den überregionalen Teil, den sogenannten Mantel, liefert die in Hannover ansässige Zentralredaktion Redaktionsnetzwerk Deutschland (RND). Im Verlagshaus der PAZ arbeiten rund 70 Mitarbeiter. Die Lokalredaktion besteht aus 15 Redakteuren, darunter zwei Sportredakteure. Gedruckt wird die PAZ in Rodenberg.
Im Jahr 2010 wechselte die PAZ vom Nordischen Format in das kleinere Berliner Format. Seit 2023 wird im Rheinischen Format gedruckt. Im Oktober 2018 feierte die Peiner Allgemeine Zeitung ihre 170-jährige Gründung mit einer achtzigseitigen Sonderausgabe.
Die Internet-Seite der Peiner Allgemeinen Zeitung erreicht rund 1,3 Millionen Seitenabrufe und 170.000 Visits pro Monat.

## Auflage
Die Peiner Allgemeine Zeitung hat wie die meisten deutschen Tageszeitungen in den vergangenen Jahren an Auflage eingebüßt. Die verkaufte Auflage ist in den vergangenen 10 Jahren um durchschnittlich 5,4 % pro Jahr gesunken. Im vergangenen Jahr hat sie um 9 % abgenommen. Sie beträgt gegenwärtig 10.247 Exemplare. Der Anteil der Abonnements an der verkauften Auflage liegt bei 88,9 Prozent.
| 1998  | 1999  | 2000  | 2001  | 2002  | 2003  | 2004  | 2005  | 2006  | 2007  | 2008  | 2009  | 2010  | 2011  | 2012  | 2013  | 2014  | 2015  | 2016  | 2017  | 2018  | 2019  | 2020  | 2021  | 2022  | 2023  | 2024  |
| ----- | ----- | ----- | ----- | ----- | ----- | ----- | ----- | ----- | ----- | ----- | ----- | ----- | ----- | ----- | ----- | ----- | ----- | ----- | ----- | ----- | ----- | ----- | ----- | ----- | ----- | ----- |
| 21863 | 21951 | 22148 | 22107 | 22014 | 21682 | 21726 | 21311 | 21237 | 20881 | 20657 | 20644 | 20707 | 20318 | 20189 | 19560 | 18793 | 17775 | 16674 | 15868 | 15176 | 14589 | 14256 | 14016 | 12958 | 11843 | 10783 |